# Paleu
Paleu è un comune della Romania di 2 523 abitanti, ubicato nel distretto di Bihor, nella regione storica della Transilvania.
Il comune è formato dall'unione di 3 villaggi: Paleu, Săldăbagiu de Munte e Uileacu de Munte.
Dal 2005 fa parte della Zona metropolitana di Oradea